# اگزوکردا
اگزوکردا (نام علمی: Exochorda) نام یک سرده از زیرخانواده بادامی‌واران است.